# Basel Hauptbahnhof
Basel Hauptbahnhof vasútállomás Svájcban, Bázel városában.

## Vasútvonalak
Az állomást az alábbi vasútvonalak érintik:
- Strasbourg–Bázel-vasútvonal
- Bázel–Olten-vasútvonal
- Jurabahn
- Zürich–Brugg-vasútvonal
- Bázeli összekötő vonal

## Kapcsolódó állomások
A vasútállomáshoz az alábbi állomások vannak a legközelebb:
- Basel Badischer Bahnhof
- Gare de Muttenz
- Bahnhof Basel Dreispitz
- Gare de Muttenz
- Zürich Hauptbahnhof
- Gare de Laufon
- Olten vasútállomás
- Olten vasútállomás
- Liestal vasútállomás